# Ciutești, Nisporeni
Ciutești este satul de reședință al comunei cu același nume  din raionul Nisporeni, Republica Moldova.